# Agustín Melgar
Agustín María José Francisco de Jesús de los Ángeles Melgar Sevilla (Chihuahua, Chihuahua, 28 de agosto de 1829 - Ciudad de México, 13 de septiembre de 1847) fue uno de los seis cadetes del Heroico Colegio Militar que actualmente son conocidos como los Niños Héroes.
Hijo del teniente coronel Esteban Melgar Alvarado y de María de la Luz Sevilla, su padre murió en el Cuartel de San Pablo Meoqui el 5 de septiembre de 1831 y poco después también fallece su madre por lo que su infancia la  vivió en la Ciudad de México al cuidado de su hermana Merced. Solicitó su ingreso al Heroico Colegio Militar el 4 de noviembre de 1846 y fue aceptado con fianza de su hermana a cuyo cuidado había quedado. Se le expulsó el 4 de mayo del siguiente año por faltar a una revisión. Fue reaceptado después de la Batalla de Churubusco como cadete agregado el 8 de septiembre de ese mismo año. 
El 13 de septiembre participó en la defensa del Castillo de Chapultepec contra los invasores estadounidenses. Agustín Melgar defendió la sala central del castillo y fue asesinado, el general William Worth, admirado se acercó al cuerpo y besó su frente. Murió al día siguiente a consecuencia de las heridas que recibió en dicho combate. Cuando Melgar reingresó al Colegio, lo hizo junto con Juan Escutia, Hilario Pérez de León y José Arias Caballero, quienes también quedaron como "alumnos agregados". Todos cumplieron con su deber, pues dos murieron, uno perdió una pierna y solo el último quedó ileso.
En el solar donde estuvo su casa paterna actualmente se encuentra la Plaza del Ángel en la que se ha colocado una estatua en su honor.